# Sinothomisus liae
Sinothomisus liae is een spinnensoort in de taxonomische indeling van de krabspinnen (Thomisidae).
Het dier behoort tot het geslacht Sinothomisus. De wetenschappelijke naam van de soort werd voor het eerst geldig gepubliceerd in 2006 door Guo Tang et al..